# Interstate 280 (Kalifornien)
Die Interstate 280 (kurz I-280) ist ein Nord-Süd Interstate Highway in der San Francisco Bay Area im nördlichen Kalifornien. Sie verbindet auf einer Länge von 91,54 Kilometern (56,88 Meilen) die Interstate 680 und den U.S. Highway 101 in San José mit San Francisco und verläuft meist knapp westlich der größeren Städte auf der San-Fransico-Halbinsel (Peninsula).
Diese Strecke ist Teil des California Freeway and Expressway Systems und kommt für das State Scenic Highway System infrage.